# Howard Motor Works (USA)
Howard Motor Works war ein US-amerikanischer Hersteller von Automobilen und Motoren.

## Unternehmensgeschichte
William S. Howard hatte bereits mit der Howard Automobile Company Erfahrungen im Automobilbau gesammelt. Er gründete 1907 das Unternehmen in Yonkers im US-Bundesstaat New York. Er produzierte die Motoren für die Colt Runabout Company. Ab 1908 stellte er Automobile der Marke Howard her. Pläne für einen Umzug nach Albany oder Athens zerschlugen sich. Im gleichen Jahr endete die Produktion. Insgesamt entstanden nur wenige Fahrzeuge.
Howard war später am Bau einiger Fahrzeuge der Munch-Allen Motor Car Company beteiligt.
Weitere US-amerikanische Hersteller von Personenkraftwagen der Marke Howard waren: Howard Automobile Company aus New Jersey, Howard Automobile Company aus New York, Howard Automobile Company aus Michigan, Central Car Company, A. Howard Company und Howard Motors Corporation.

## Fahrzeuge
Das einzige Modell ähnelte dem letzten Modell von Colt. Ein Sechszylindermotor trieb die Fahrzeuge an. Besonderheit war, dass neben Komplettfahrzeugen auch Bausätze angeboten wurden, damit Käufer die Fahrzeuge selber montieren konnten.